# Asceua lejeunei
Asceua lejeunei är en spindelart som beskrevs av Rudy Jocqué 1991. Asceua lejeunei ingår i släktet Asceua och familjen Zodariidae.
Artens utbredningsområde är Kongo. Inga underarter finns listade i Catalogue of Life.